# Samuel Schmid

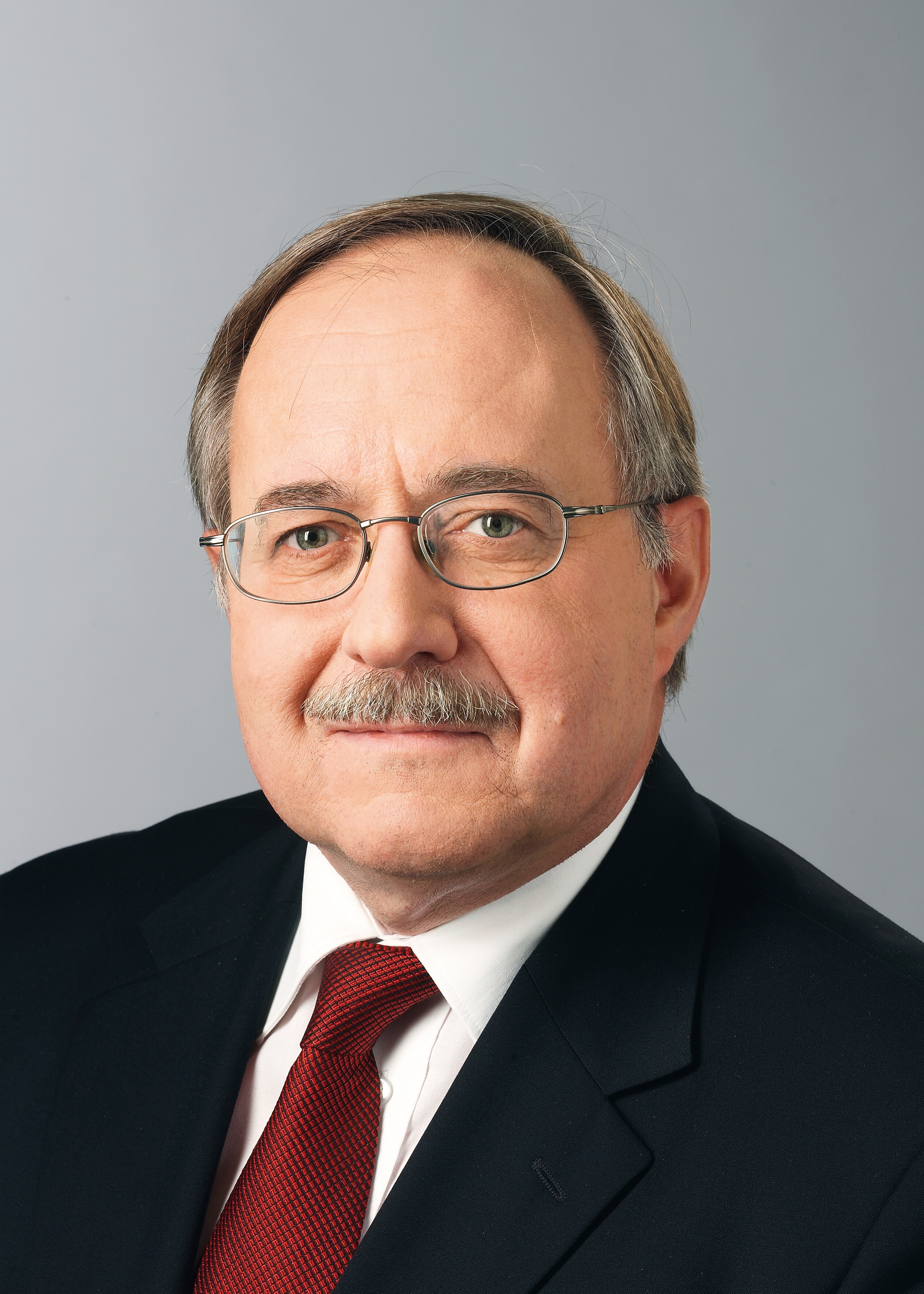
Samuel Schmid (2007)

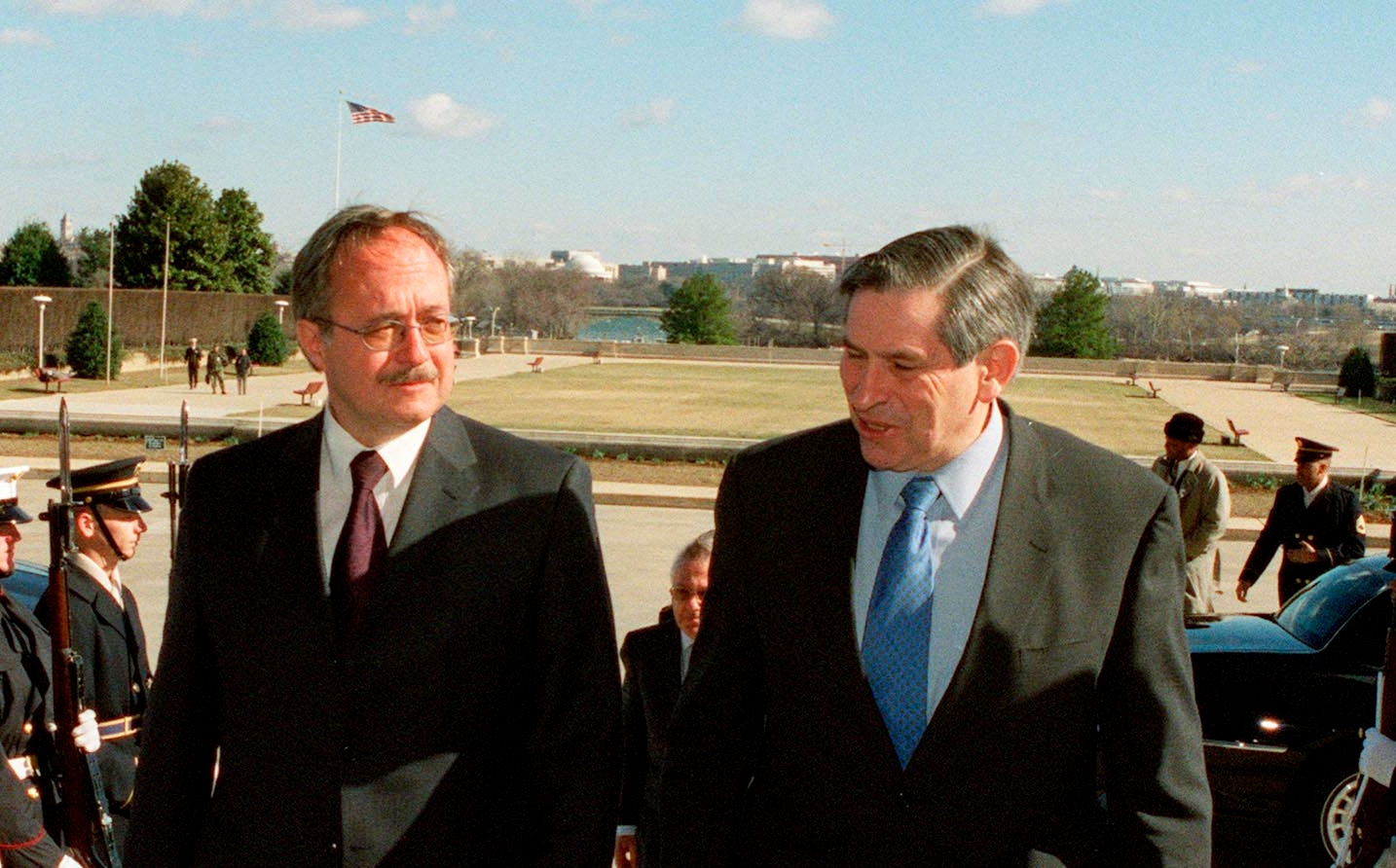
Samuel Schmid und Paul Wolfowitz

Samuel Jörg Schmid (* 8. Januar 1947 in Rüti bei Büren im Kanton Bern; heimatberechtigt in Attiswil) ist ein Schweizer Politiker der BDP (bis 2008 SVP). Von 2001 bis 2008 war er Bundesrat, im Jahr 2005 Bundespräsident.

## Leben

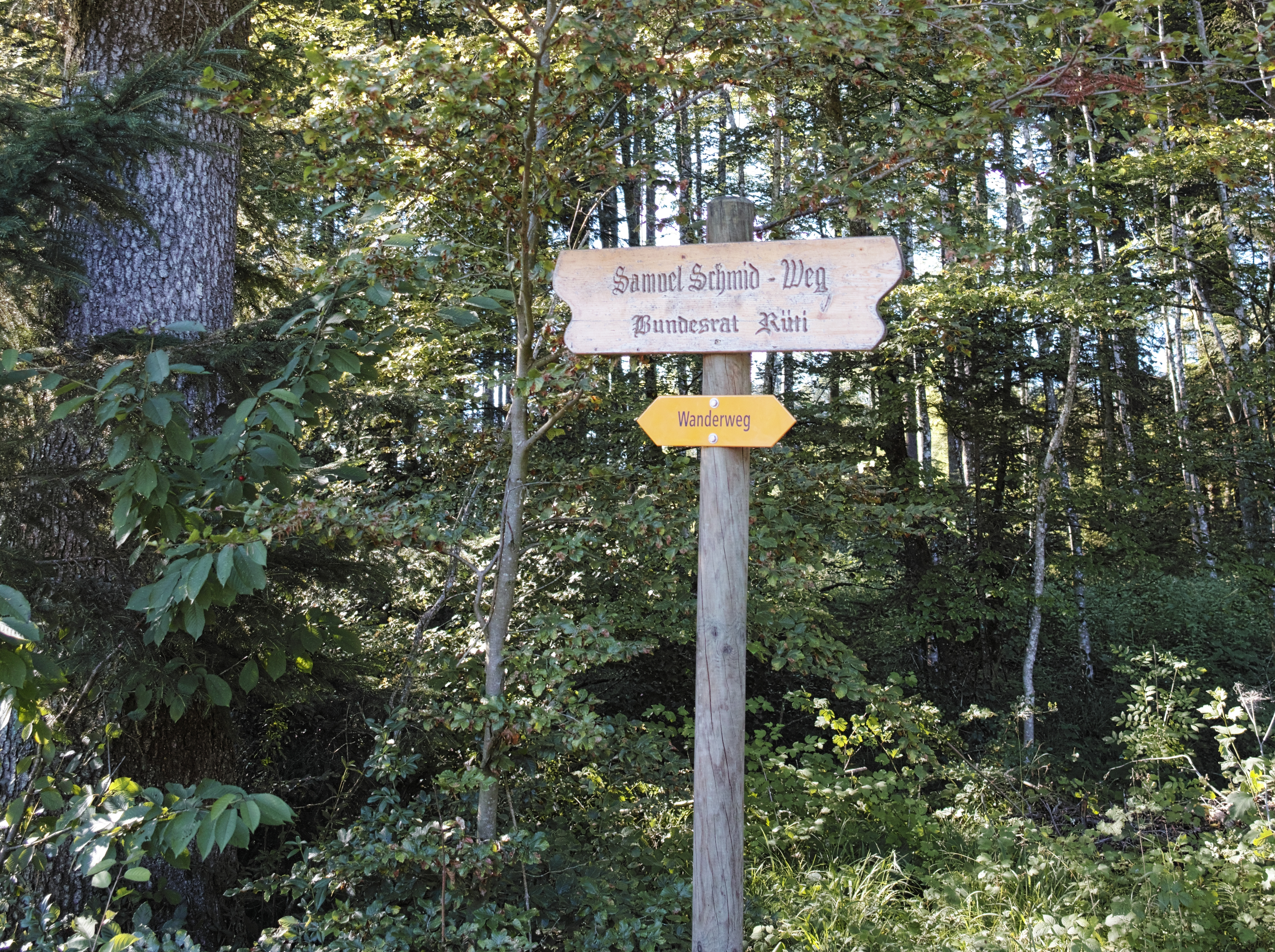
Samuel-Schmid-Weg in Rüti bei Büren

Nach der Matura Typ B im Gymnasium Solothurn im Jahr 1967 folgte ein Studium der Rechtswissenschaften an der Universität Bern mit den Abschlüssen als Fürsprecher und Notar. 1978 eröffnete er seine eigene Praxis. Sein älterer Bruder Peter Schmid war von 1979 bis 1998 Regierungsrat des Kantons Bern.
Am 4. Januar 2009 wurde Schmid anlässlich einer grossen Feier in Rüti bei Büren zum Ehrenbürger der Gemeinde Rüti bei Büren ernannt. Er ist Mitglied der Studentenverbindung Wengia.
Schmid wohnt in Rüti bei Büren, ist verheiratet und Vater von drei Söhnen.

## Politische Laufbahn
Am 6. Dezember 2000 wurde Schmid als nicht offizieller Kandidat seiner damaligen Partei in den Bundesrat gewählt (siehe Bundesratswahl 2000). Er war während seiner ganzen Amtszeit Vorsteher des Eidgenössischen Departements für Verteidigung, Bevölkerungsschutz und Sport (VBS). Sein wichtigstes Projekt war die Armeereform Armee XXI, die eine Anpassung der Schweizer Armee an die veränderte Bedrohungslage in Europa erreichen soll. Im Jahr 2004 war er Vizepräsident und wurde am 8. Dezember 2004 zum Bundespräsidenten für das Jahr 2005 gewählt. Sein Motto für das Jahr 2005 hiess Begegnung. Sein wichtigstes Anliegen war nach eigenen Angaben die Abstimmung über die Bilateralen II und die Stärkung der Kollegialität im Bundesrat. Bei den Bundesratswahlen 2007 wurde Schmid mit deutlichen 201 Stimmen wiedergewählt. Nachdem sich Schmid trotz der Abwahl von Christoph Blocher hatte vereidigen lassen und damit gegen die Oppositionsstrategie seiner Partei agierte, durfte er nicht mehr an Fraktionssitzungen teilnehmen und wurde insbesondere von der Parteispitze als SVP-Vertreter ignoriert. Der damalige Parteipräsident Ueli Maurer meinte dazu im Februar 2008, für die Parteimitglieder sei Schmid «so gut wie klinisch tot». Einen Parteiausschluss halte er aber «für eine Zeitverschwendung». Am 2. Juni 2008 erklärte Schmid vor der Presse seinen baldigen Austritt aus der SVP und gab bekannt, dass er zusammen mit weiteren unzufriedenen SVP-Mitgliedern über die Gründung einer neuen Partei nachdenke. Am 21. Juni wurde die BDP Bern gegründet, der sich Schmid mittels Kollektivübertritt seiner Ortssektion anschloss.
Anfang November 2008 musste Schmid an der Gallenblase operiert werden. Kurz darauf, am 12. November 2008, gab Schmid den Rücktritt aus dem Bundesrat per 31. Dezember 2008 bekannt.

## Ämter
- 1972–1974: Gemeinderat in Rüti bei Büren
- 1974–1982: Gemeindepräsident in Rüti bei Büren
- 1982–1993: Mitglied des bernischen Grossen Rates, als Präsident der Verfassungskommission massgeblich an der Totalrevision der Berner Kantonsverfassung beteiligt
- 1994–1999: Nationalrat, dort Mitglied der Staatspolitischen Kommission, der Kommission für Wirtschaft und Abgaben und der Kommission für die Totalrevision der Bundesverfassung
- 1998–1999: Präsident der Fraktion der SVP der Bundesversammlung
- 1999–2000: Ständerat für den Kanton Bern
- 2001–2008: Bundesrat
- 2011–2020: Präsident Winterhilfe Schweiz[9]
- 2009–2022: Mitglied der Ethikkommission des Internationalen Olympischen Komitees
- 2017 Leiter Untersuchungskommission in der Doping-Affäre um die russischen Olympioniken, welche schliesslich zur Suspendierung Russlands an den Winterspielen 2018 in Pyeongchang durch das Internationale Olympische Komitee führte[10][11]

## Kritik
Schmid war bei der Bundesratswahl kein offizieller Kandidat und stand seit seiner Wahl in der Kritik seiner eigenen Partei. Nach der Ernennung von Roland Nef zum Chef der Armee wurde Schmid ein «Aussitzen» der Probleme vorgeworfen.

## Militär
Schmid war von 1993 bis 1996 als Oberst Kommandant eines Infanterie-Regiments und von 1998 bis 1999 Stellvertretender Kommandant der Felddivision 3.